# Satz von Hardy und Ramanujan
Der Satz von Hardy und Ramanujan aus der Zahlentheorie besagt, dass die Anzahl verschiedener Primfaktoren {\displaystyle \omega (n)} einer ganzen Zahl {\displaystyle n} die normale Größenordnung {\displaystyle \log(\log(n))} hat. Der Satz wurde 1917 von Godfrey Harold Hardy und S. Ramanujan bewiesen.
Eine arithmetische Funktion {\displaystyle f(n)} hat die normale Größenordnung {\displaystyle g(n)}, wenn für jedes {\displaystyle \varepsilon >0} gilt
{\displaystyle (1-\varepsilon )g(n)\leq f(n)\leq (1+\varepsilon )g(n)}
für fast alle n, das heißt, der Anteil der {\displaystyle n<x}, für die die Ungleichung nicht gilt, geht für {\displaystyle x\to \infty } gegen null.
Genauer gilt:
Die Anzahl der {\displaystyle n\leq x}, für die
{\displaystyle |\omega (n)-\log(\log(n))|>{(\log(\log(n)))}^{{\frac {1}{2}}+\delta }}
gilt, ist für jedes {\displaystyle \delta >0} von der Ordnung {\displaystyle o(x)} (mit den Landau-Symbolen, das heißt der Anteil der {\displaystyle n\leq x}, für die die Ungleichung gilt, verschwindet asymptotisch für {\displaystyle x\to \infty }).
Der Beweis findet sich im Zahlentheorie-Lehrbuch von Hardy und Wright. Einen vereinfachten Beweis gab Pál Turán 1934. Turán erweiterte den Satz auf weitere stark additive, arithmetische Funktionen.
Hubert Delange bewies 1953, dass {\displaystyle \omega (n)} im Wesentlichen eine gaußsche Normalverteilung besitzt, was auch Gegenstand des Satzes von Erdős-Kac ist.
Der Satz gilt auch für die Funktion {\displaystyle \Omega (n)}, bei der die Primfaktoren mit ihrer Multiplizität summiert werden, d. h. {\displaystyle \Omega (n)} ist die Anzahl der Faktoren der Primfaktorzerlegung von {\displaystyle n}.